# Impacto cultural do TikTok

Logotipo do TikTok

A plataforma de vídeo online TikTok tem exercido uma influência global significativa nos âmbitos social, político e cultural desde que foi lançada mundialmente em setembro de 2017. Desde o seu lançamento, a plataforma experimentou um rápido crescimento na sua base de usuários, atingindo mais de 2 bilhões de downloads até outubro de 2020. Em 2021, tornou-se o site mais popular do mundo, superando o Google.

## Impacto cultural

### Música
TikTok foi amplamente reconhecido pelos meios de comunicação por exercer uma influência significativa na indústria musical. O artista americano Lil Nas X ganhou notoriedade quando sua música "Old Town Road" se tornou viral no TikTok em 2019, e ele atribuiu à plataforma o crédito por impulsionar sua música, afirmando que "[TikTok] realmente impulsionou a música... eu dou muito crédito a eles". Doja Cat também emergiu como uma artista de destaque, sendo destacada pelo sucesso no TikTok. Em 2020, o Insider observou que a dança popular e disseminada do TikTok, Say So, contribuiu para o primeiro hit número 1 de Doja Cat na Billboard Hot 100. Pitchfork também reconheceu o "reinado surpreendente e sem precedentes do TikTok" para Doja Cat, afirmando que antes de sua ascensão na plataforma, "muitas pessoas não a consideravam totalmente como uma estrela".
Quando foi lançado, o TikTok possibilitava que os usuários enviassem vídeos com duração variando de 3 segundos a 1 minuto. O curto limite de tempo incentivou os usuários a criar versões aceleradas de músicas para incorporar em seus vídeos, permitindo incluir mais conteúdo musical. Esse fenômeno levou alguns artistas, como SZA e Steve Lacy, a lançarem versões oficiais aceleradas de suas músicas, em resposta ao sucesso de remixes acelerados não oficiais que se tornaram virais na plataforma.
TikTok desempenhou um papel crucial na revitalização de músicas mais antigas. O sucesso da canção Dreams do Fleetwood Mac é um exemplo notável, já que retornou à Billboard Hot 100 mais de 40 anos após seu lançamento, impulsionada por um vídeo viral que apresentava a música na plataforma. Dan Whateley, do Insider, destacou que as músicas têm a capacidade de "surgir organicamente no aplicativo, mesmo que tenham estado fora do mainstream por décadas".
No mês de setembro de 2023, a Billboard e o TikTok introduziram o TikTok Billboard Top 50, um novo ranking destinado a monitorar as músicas mais populares na plataforma nos Estados Unidos. 
Alguns artistas expressaram preocupações sobre o "esgotamento" decorrente do significativo papel do TikTok no marketing musical. Em 2022, a cantora norte-americana Halsey revelou que sua gravadora a estava impedindo de lançar uma nova música, a menos que concordasse em "simular um momento viral no TikTok".

### Notícias e informações
TikTok está emergindo como uma fonte em crescimento para notícias entre os americanos. De acordo com o Pew Research Center, a parcela de adultos norte-americanos que regularmente obtêm notícias do TikTok mais do que triplicou, aumentando de 3% em 2020 para 10% em 2022. No mesmo período, a porcentagem de usuários adultos do TikTok nos EUA que regularmente consomem notícias na plataforma subiu de 22% para 33%. Embora essa proporção seja significativamente menor do que a de usuários do Facebook e do Twitter que obtêm notícias regularmente nessas plataformas, é notável que, ao contrário do TikTok, a porcentagem de usuários do Facebook e do Twitter recebendo notícias diminuiu a cada ano, de 2020 a 2022.
Uma tendência notável é o aumento da preferência da Geração Z pelo TikTok como seu mecanismo de busca principal em detrimento do Google.

### Comida
O conteúdo do TikTok demonstrou ter impacto nas escolhas alimentares dos seus usuários. Um estudo realizado em 2023 com adolescentes revelou que o conteúdo da plataforma influencia não apenas as decisões alimentares de curto prazo, como experimentar novos alimentos ou receitas, mas também as decisões alimentares de longo prazo, incluindo ajustes na dieta.
TikTok também contribuiu para um aumento significativo nos pedidos personalizados em restaurantes, conhecidos na plataforma como "menu hacks". Em 2021, alguns baristas da Starbucks expressaram preocupação com o aumento de pedidos de bebidas complicadas e personalizadas que não faziam parte do cardápio, impulsionado por vídeos virais no TikTok. Em 2023, o Chipotle Mexican Grill incorporou um pedido personalizado que se tornou viral no TikTok, criado por dois influenciadores, como um item permanente em seu menu, respondendo à demanda gerada por meio da plataforma. No mesmo ano, vídeos de várias filiais da Waffle House recusando-se a atender pedidos personalizados do TikTok viralizaram na plataforma.

### Moda
A ampla audiência alcançada pelos vídeos do TikTok em comparação com outras plataformas possibilita que apenas um pequeno número de vídeos virais, com um estilo de roupa semelhante, dê origem a uma nova microtendência. A proliferação de microtendências geradas pelos usuários do TikTok tem impulsionado a popularidade de varejistas de moda rápida, como a Shein, que conseguem reproduzir e comercializar rapidamente itens em sintonia com as tendências do TikTok. As tendências e modismos da moda que ganham destaque nas plataformas de mídia social são agora coletivamente conhecidos como estética da internet.
Os vídeos de "Haul" são populares entre os criadores de moda do TikTok. A Shein trabalhou com sucesso com influenciadores no TikTok e no Instagram para expandir seus negócios, enviando-lhes roupas gratuitas e códigos de desconto para compartilhar com seus seguidores, o que lhes rendeu uma comissão sobre as vendas. Os influenciadores também são remunerados por postar vídeos da Shein apresentando as roupas recebidas gratuitamente. A popularidade dos vídeos de "Haul" no TikTok também resulta em usuários anunciando a Shein gratuitamente, criando e compartilhando seu próprio conteúdo da Shein.

### Cirurgia estética
Vídeos sobre cirurgia estética são bastante populares no TikTok. Em janeiro de 2022, os vídeos com hashtags relacionadas à cirurgia plástica acumularam mais de 29 bilhões de visualizações na plataforma. O TikTok, juntamente com o Instagram, contribuiu para um aumento no número de cirurgias estéticas realizadas em jovens.
Em 2021, a revista Plastic and Reconstructive Surgery publicou um artigo que destacava que os cirurgiões plásticos foram pioneiros na adoção das redes sociais. Na época da publicação, pelo menos cinco cirurgiões plásticos já haviam ultrapassado a marca de 1 milhão de seguidores no TikTok. O artigo observou que alguns desses cirurgiões eram influenciadores na plataforma, exercendo a capacidade de influenciar a percepção do público.
Um estudo conduzido em 2023 pela Universidade do Sul da Flórida corroborou essas descobertas, indicando que o conteúdo compartilhado no TikTok por cirurgiões plásticos contribuiu para legitimar a cirurgia plástica. Esse conteúdo desempenhou um papel educativo, ajudando a informar os espectadores e a reduzir o receio associado às cirurgias. Além disso, a legitimidade da cirurgia plástica foi reforçada pelo sistema de recomendação do TikTok, que apresenta a usuários interessados em vídeos de cirurgia plástica ainda mais conteúdo relacionado por meio da página "Para Você". Esse mecanismo contribui para a percepção de que a cirurgia plástica é mais difundida do que realmente é, tanto entre celebridades quanto entre pessoas comuns.

### Literatura

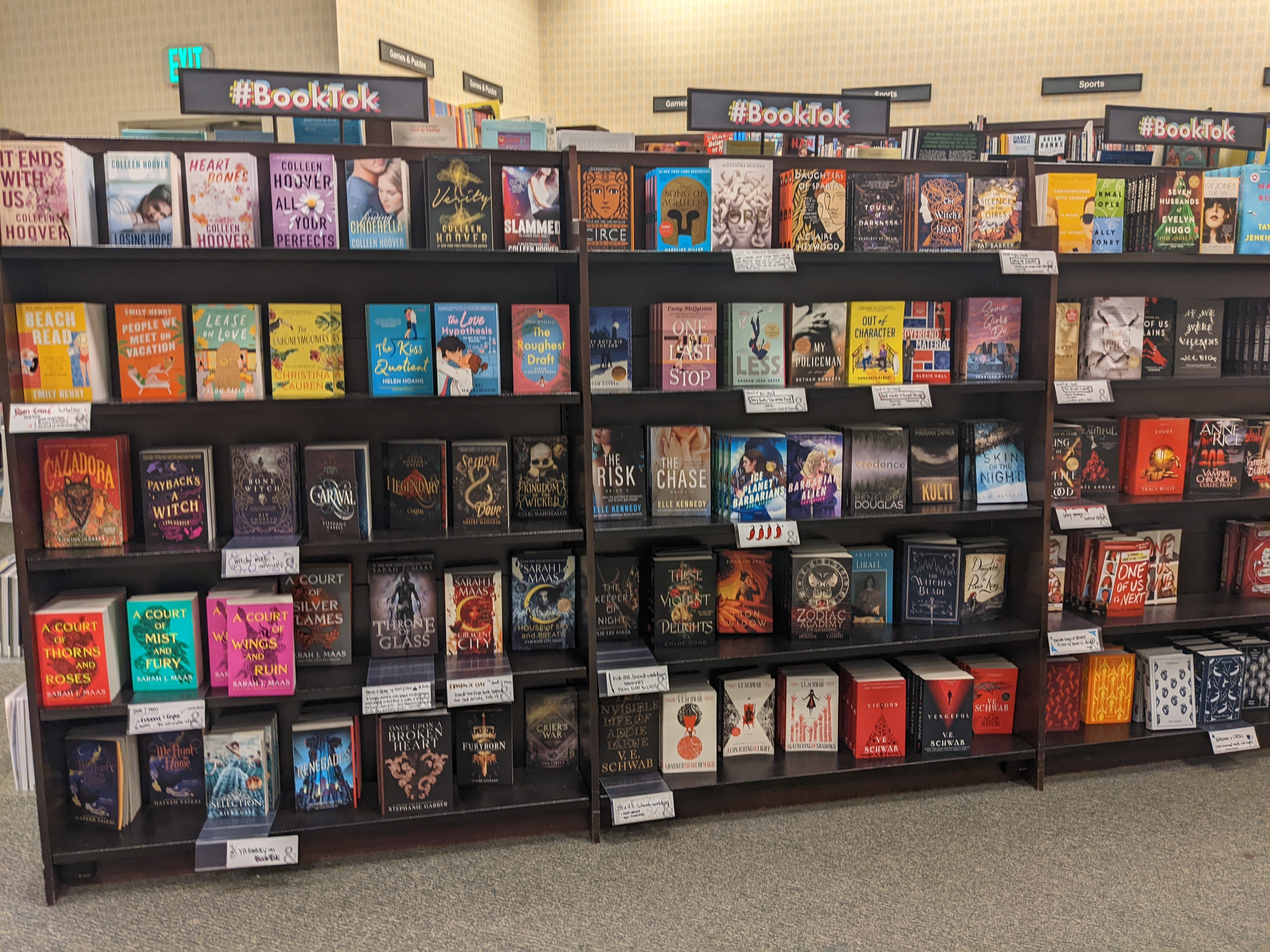
A seção BookTok em uma loja Barnes & Noble

Os vídeos que discutem e recomendam livros tornaram-se coletivamente conhecidos como BookTok entre os usuários. Os livros que ganham popularidade no BookTok frequentemente experimentam um significativo aumento nas vendas. A autora Colleen Hoover, que se tornou popular no BookTok, viu seis de seus livros alcançarem o top dez da lista de best-sellers do The New York Times na seção de ficção comercial em brochura em outubro de 2022. Um analista do serviço de rastreamento de vendas de livros BookScan afirmou que o BookTok "continua sendo a plataforma mais crucial da indústria para a descoberta de novos escritores". Algumas editoras têm remunerado influenciadores populares do BookTok para recomendarem livros, buscando capitalizar esse fenômeno.
O êxito do conteúdo BookTok na plataforma levou a ByteDance, controladora da TikTok, a estrear sua própria editora em 2023.

### Escassez de medicamentos
As tendências no TikTok tiveram um impacto na escassez de alguns medicamentos. A empresa farmacêutica dinamarquesa Novo Nordisk fabrica três medicamentos contendo o princípio ativo semaglutida. Um deles, o Wegovy, é certificado pela Food and Drug Administration para o tratamento da obesidade. Os outros dois, Ozempic e Rybelsus, são certificados apenas para o tratamento de diabetes. Em 2022, os Estados Unidos enfrentaram escassez de Ozempic depois que se tornou uma tendência no TikTok usar o medicamento off-label por seus efeitos na perda de peso. A Administração de Produtos Terapêuticos da Austrália relatou que a popularidade do Ozempic no TikTok contribuiu para a escassez global do medicamento. A agência recomendou que os médicos evitassem prescrever o medicamento a novos pacientes e que considerassem alternativas para os pacientes existentes sempre que possível.
Em março de 2023, os vídeos do TikTok postados com a hashtag #Ozempic acumularam 690 milhões de visualizações.

### Outros sites
A influência do TikTok inspirou diversos outros serviços online a incorporarem funcionalidades semelhantes para competir. Em 2020, o Instagram introduziu a seção de vídeos curtos e autênticos chamada Instagram Reels em seu aplicativo. O YouTube seguiu em 2021 com o lançamento do YouTube Shorts. No ano seguinte, em 2022, o Facebook introduziu uma seção de vídeos em seu aplicativo, oferecendo aos usuários uma seleção personalizada de vídeos. No mesmo ano, o Twitter anunciou seus planos para um recurso de vídeos curtos, enquanto a Amazon adicionou um feed de rolagem contendo fotos e vídeos de produtos disponíveis em seu aplicativo móvel. Em 2023, o Spotify redesenhou sua tela inicial para apresentar uma interface de rolagem semelhante ao TikTok, e o Reddit também incorporou um feed de vídeo separado em seu aplicativo móvel. Essas adaptações refletem a influência marcante do formato de vídeos curtos e envolventes popularizado pelo TikTok em várias plataformas online.

## Impacto econômico
Um estudo conduzido pela Oxford Economics em 2023 estimou que as pequenas e médias empresas no Reino Unido, que utilizaram o TikTok como plataforma para publicidade e expansão de seus negócios, contribuíram com £ 1,6 bilhão ao  produto interno bruto (PIB) do Reino Unido em 2022 como resultado de suas atividades na plataforma.

### Comportamento do consumidor
Um estudo de 2021 realizado pela Adweek e Morning Consult revelou que 49% dos usuários do TikTok realizaram compras de bens ou serviços após vê-los sendo discutidos ou promovidos na plataforma.
Em 2023, o European Journal of Business and Management Research divulgou um estudo que constatou que os usuários do TikTok tinham uma propensão significativamente maior a confiar nos produtos apresentados em vídeos de alta qualidade na plataforma, em comparação com aqueles que eram mais úteis ou tinham preços mais acessíveis.